# Валтурнанш
Валтурна̀нш (на италиански и на френски: Valtournenche, на местен диалект: Vótornèntse, Воторненце, от 1929 до 1946 г. Valtornenza, Валторненца) е община в Северна Италия, автономен регион Вале д'Аоста. Разположено е на 1524 m надморска височина. Населението на общината е 2162 души (към 2010 г.).
Административен център на общината е село Пакие (Pâquier).